# Ten Tree Alley Cemetery
Ten Tree Alley Cemetery is een Britse militaire begraafplaats met gesneuvelden uit de Eerste Wereldoorlog, gelegen in de Franse gemeente Puisieux (departement Pas-de-Calais). De begraafplaats werd ontworpen door William Cowlishaw en ligt in het veld, een kilometer ten zuiden van het gehucht Serre-lès-Puisieux. Het terrein heeft een nagenoeg driehoekig grondplan met een oppervlakte van 250 m² en wordt begrensd door een natuurstenen muur. Vanaf de straat loopt een onverharde weg van 220 m naar het toegangspad van 60 m. Het Cross of Sacrifice staat direct na de ingang die afgesloten wordt met een smeedijzeren ketting. De graven liggen in twee evenwijdige rijen. De begraafplaats wordt onderhouden door de Commonwealth War Graves Commission. 
Er liggen 67 Britten begraven waaronder 24 niet geïdentificeerde. 
Achthonderd meter westelijker liggen de begraafplaatsen Munich Trench British Cemetery en Waggon Road Cemetery.

## Geschiedenis
In de omgeving van het dorp werd in 1916 zwaar gestreden tijdens de Slag aan de Somme. Serre was in Duitse handen maar het gebied ten westen ervan in Britse. Puisieux werd op 28 februari 1917 door Britse troepen veroverd maar op 26 maart 1918, tijdens het Duitse lenteoffensief uit handen gegeven en heroverd op 21 augustus 1918. Het Britse V Corps legde in 1917 de begraafplaats aan (als Ten Tree Alley Cemetery No.2, V Corps Cemetery No.24) naast een voormalige Duitse loopgraaf die in de nacht van 10 op 11 februari 1917 door de 32nd Division werd veroverd. 
Alle slachtoffers zijn Britten waarvan de meeste omkwamen in februari 1917.